# Cianato

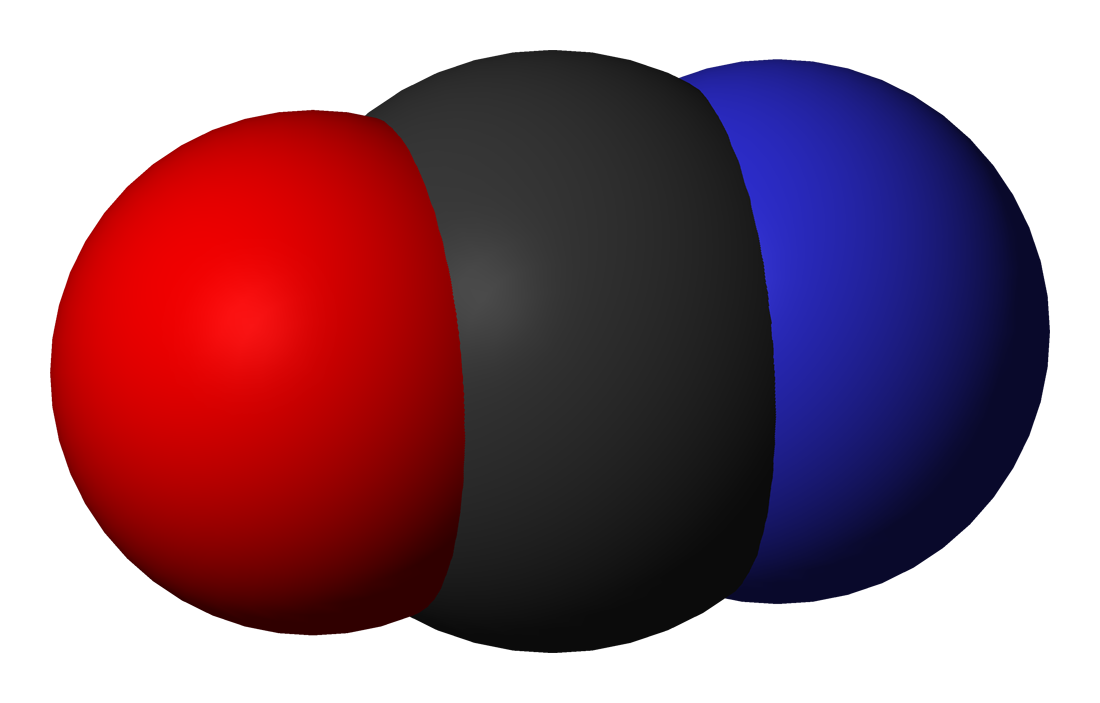
Modelo en tres dimensions del grupo Cianato.

El cianato es un ion de carga negativa o anión formado por un átomo de oxígeno, otro de carbono y otro de nitrógeno, unidos entre sí mediante enlaces covalentes, dejando una carga negativa. El ácido del que proviene es el ácido ciánico. La estructura puede ser considerada de dos maneras:
Lo que resulta en la siguiente estructura híbrida:
Este ion tiene la misma configuración de electrones - es isoelectrónica -que el óxido de carbono (IV), con el que comparte una geometría lineal.
En química orgánica es un grupo funcional. Los cianatos son sales orgánicas (ésteres) derivadas del ácido ciánico, en los que está presente este grupo funcional.
- Datos: Q843438
- Multimedia: Cyanates / Q843438